# Deutsche Gütegemeinschaft Möbel
Die Deutsche Gütegemeinschaft Möbel e. V. (DGM) ist ein Zusammenschluss von 71 Möbelherstellern und 40 fördernden Mitgliedern bestehend aus Zulieferbranchen, Verbänden der Möbelindustrie, Fachverbände der Möbelindustrie, Institute z. B. TÜV Rheinland sowie Möbelmontagebetrieben unter dem Dach des RAL-Institutes und vergibt das RAL-Gütezeichen für Möbel.

## Geschichte
Dach- und Trägerorganisation des 1963 gegründeten Gütezeichens der Deutschen Gütegemeinschaft Möbel e. V. ist das Gütezeichenwesen RAL Deutsches Institut für Gütesicherung und Kennzeichnung. Die Arbeit der Deutschen Gütegemeinschaft Möbel e. V. erstreckt sich auf Produkte der Bundesrepublik Deutschland, Österreich und Italien. Auf internationaler Ebene vertritt sie die deutschen Belange im Rahmen ihrer Arbeitsbereiche:
- Gütesicherung anhand der „Allgemeine Güte- und Prüfbestimmungen für Möbel“, RAL-GZ 430
- Gewährzeichen geographischer Herkunft (z. B. „Goldenes M“, Made in Germany)

Eine weitere Dienstleistung der DGM sind Hinweise zur Möbelpflege.

## Bereiche

### Möbelprüfung
Bestandteil der Möbelprüfung neben der Stabilität und Haltbarkeit ist die Prüfung auf Einhaltung von Richtwerten bei gesundheitsschädlichen Stoffen wie Formaldehyd, Restlösemittel wie flüchtige Verbindungen z. B. Alkane, Ester, aromatische Kohlenwasserstoffe, Terpene, Ketone usw. Zusätzlich wird auf Biozide z. B. Lindan Pyrethroide, Azofarbstoffe, FCKW, Schwermetalle oder Flammschutzmittel getestet. Das Gütezeichen für Möbel RAL-GZ 430 ist in Deutschland das einzige anerkannte Gütezeichen für komplette Möbel. Es wird an Küchen- und Badmöbel, Wohn- und Schlafraummöbel, Polstermöbel, Kinder- und Jugendmöbel sowie Schulmöbel vergeben. Zuständig ist die Deutsche Gütegemeinschaft Möbel e. V. Um ein RAL-Gütezeichen an Möbeln anbringen zu dürfen, müssen Hersteller ihre Möbel intensiven Tests in unabhängigen Prüflabors unterziehen. Dabei werden Haltbarkeit, Stabilität, Fertigungsqualität, Lichtechtheit, Reibechtheit (je nach Möbelart) und Schadstoffe geprüft, also das gesamte Produkt. Weitere RAL-Gütezeichen im Möbelbereich gibt es für Federkernmatratzen, Polyätherschaum-Matratzen und Möbelschlösser.
Aus dem vergebenen Gütezeichen lassen sich auch nach Auffassung der Stiftung Warentest Rückschlüsse auf gute Qualitäts-, Umwelt- und Emissionsstandards ziehen. Die DGM arbeitete mit der Stiftung Warentest bei der Erstellung eines Ratgebers zusammen. Zitat aus dem Vorwort der dritten aktualisierten Auflage des Ratgebers der Stiftung Warentest vom September 2009: Fachleute der Deutschen Gütegemeinschaft Möbel (DGM) und Möbel-Sachverständige haben dazu beigetragen, dass sie in diesem Ratgeber umfangreiches Hintergrundwissen über die Möbelproduktion erhalten. Bei dem „Goldenen M“ handelt es sich nach Auffassung des Deutschen Grünen Kreuzes, um das einzige anerkannte Gütezeichen für Möbel in Deutschland (Das GS-Zeichen „Geprüfte Sicherheit“ und der Blaue Engel beziehen sich nur auf Sicherheit und Schadstoffe).

### Fachgremien
Es bestehen Arbeitskreise für Kastenmöbel-/Schrankmöbel, Küchenmöbel, Polstermöbel, Transport, Umwelt und Gesundheit, Wasserbetten und Büromöbel.